# Valentinus (Mitdoge)

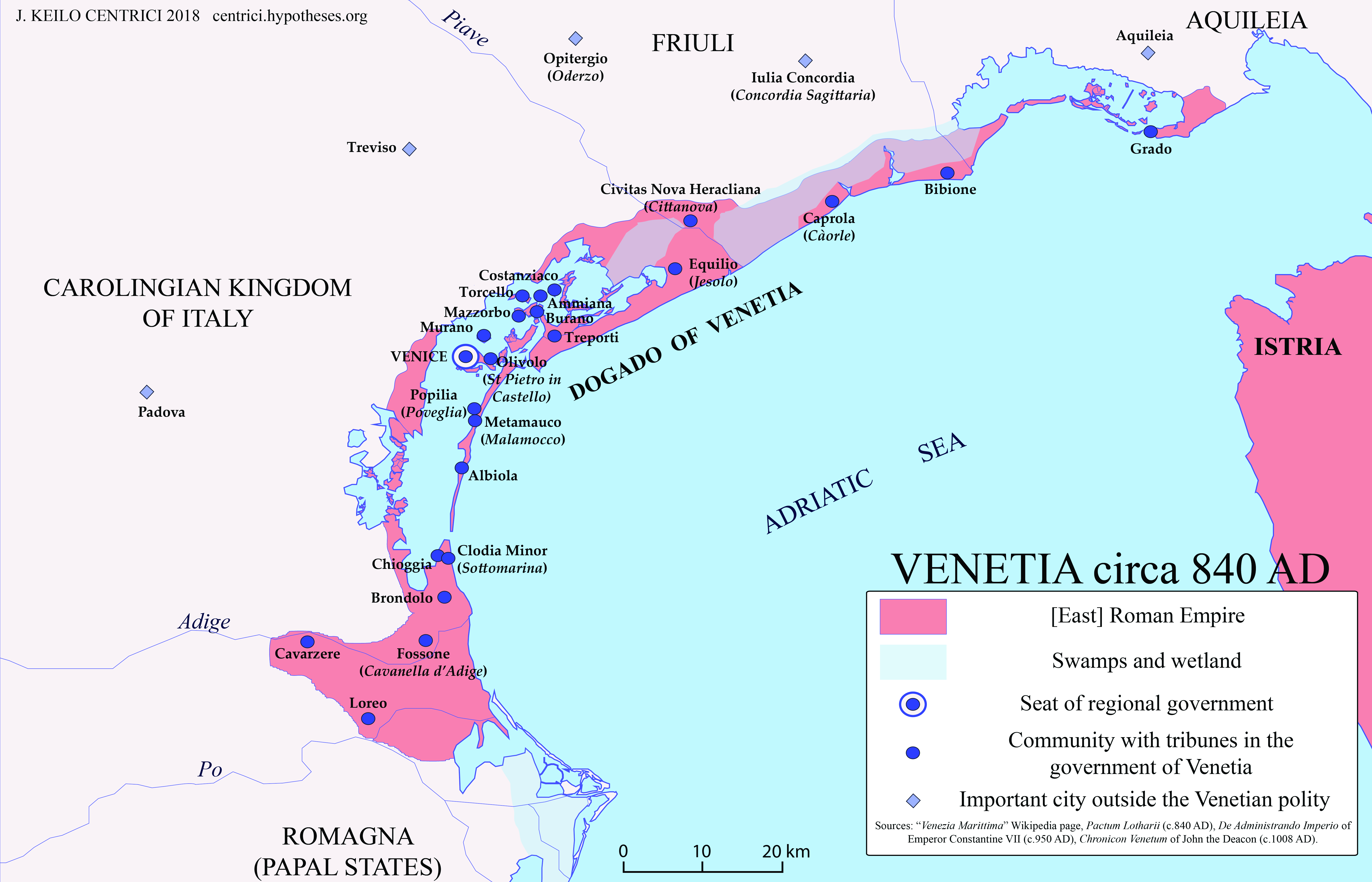
Der Herrschaftsbereich um die Lagune von Venedig um 840

Valentinus († nach 810 in Venedig (?)) war bis zum Jahr 809 oder 810 ebenso Mitherrscher seines ältesten Bruders, des venezianischen Dogen Obelerius, wie ihr gemeinsamer Bruder Beatus. Die drei Dogenbrüder gerieten in den übergreifenden Konflikt zwischen dem Franken- und dem Byzantinischen Reich, der von 800 bis 812 andauerte, und der als Zweikaiserproblem bekannt ist. Während Obelerius ein Vertreter einer Anlehnung an das Frankenreich war, wurde die Rolle seiner jüngeren Brüder äußerst widersprüchlich gedeutet.
804 war es einer Gruppe unter Führung des Tribunen Obelerius gelungen, seinen byzanz-freundlichen Vorgänger Iohannes Galbaius zu stürzen. Die Volksversammlung erhob in Metamaucum (in der Nähe des später gegründeten Malamocco gelegen) seine beiden Brüder Beatus und Valentinus zu Mitregenten, sodass von drei Dogen die Rede ist.
Konstantinopel unterstrich in dieser Zeit mit drei Interventionen seinen Anspruch auf die Lagune von Venedig, den nördlichsten Vorposten des Reiches. Im Zuge dieser Auseinandersetzungen mit Byzanz griff eine Armee unter Führung Pippins, des Königs von Italien – er war einer der Söhne Karls des Großen –, die wichtigsten Städte der Lagune an. Pippin konnte alle festen Plätze, vielleicht mit Ausnahme von Rialto erobern, das infolge dieser Ereignisse 811 zum Sitz des Nachfolgers der gestürzten Brüder wurde – der legendären Überlieferung nach durch Beatus.
Die zeitlich nächste Quelle, die Annales regni Francorum, bezeichnen Obelerius („Willeri“) und Beatus unterschiedslos als duces, sie erkennen also im Status keinen Unterschied zwischen den beiden Dogen. Der jüngste Bruder Valentinus hingegen wird dort gar nicht erwähnt.
Valentinus wird im Laufe der Zeit, je nach Geschichtsschreiber, als bloßes Anhängsel der älteren Brüder, gleichzeitig mit ihnen oder später, durch die Brüder oder die Volksversammlung erhoben. Er wird mit ihnen aus dem Amt gejagt, darf wegen seiner Jugend in Venedig bleiben, regiert für kurze Zeit sogar die Lagune. Er steigt sogar zeitweise zum Verteidiger gegen den Eroberungsversuch Pippins auf, und als derjenige, der die Verlegung der Hauptstadt von Malamocco nach Rialto anführte. Auch eine Rolle als Überwacher der älteren Brüder in byzantinischem Auftrag wurde in Erwägung gezogen.

## Name
Der spätere Beiname Antenoreo, unter dem vor allem der Hauptdoge bekannt wurde, sollte die Brüder wohl spätestens seit dem 14. Jahrhundert auf den trojanischen König Antenor zurückführen, den legendären Gründer Paduas. Diese Stadt wiederum galt als Mutterstadt Venedigs. So heißt es in der Cronica di Venexia 1362 ausdrücklich über die Brüder Obelerio und „Biado“: „i quali tuti doi funno prenomadi Antenori, im per quelo che propriamente erano discexi li soi antixi del re Antenor hedifficador de Pathavia“, also sinngemäß ‚die alle beide Antenori genannt wurden, weil sie wohl Nachkommen des Königs Antenor waren, des Erbauers von Padua‘ (f. 14 v–15r). Diese Deutung setzte sich in der Historiographie der Republik Venedig durch.

## Leben und Mitherrschaft

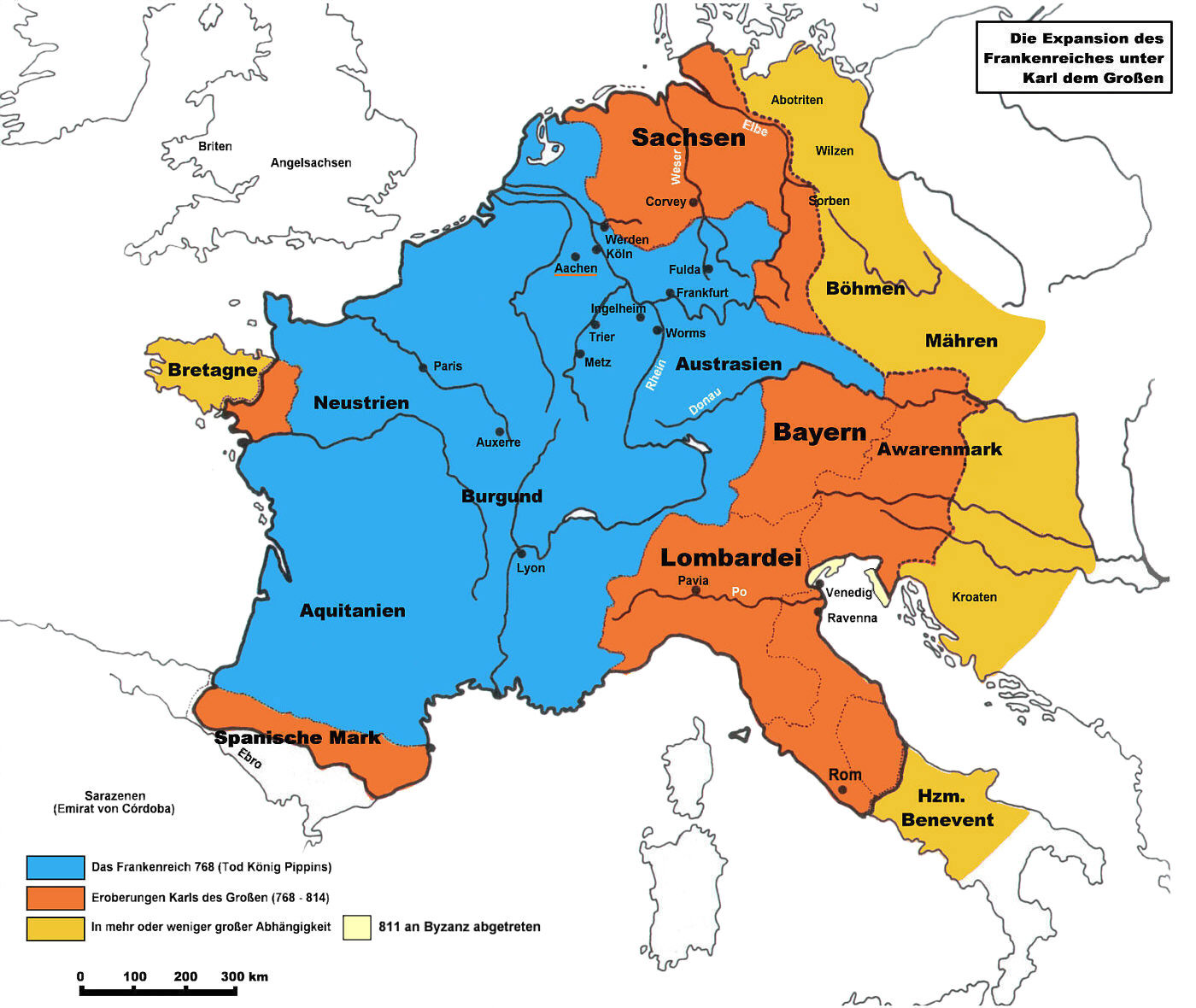
Fränkische Eroberungen zwischen 768 und 816; venezianisches Territorium

Mit der Kaiserkrönung Karls I., des Königs der Franken, im Jahr 800, hatte das Kaiserreich der Römer einen zweiten ranggleichen Herrscher. Die Herrscher in Konstantinopel sahen sich jedoch als einzig legitime Nachfolger der römischen Kaiser. Daher kam es zu Auseinandersetzungen, die sich bis zum Frieden von Aachen hinzogen, also bis 812. Auf der lokalen Ebene versuchten die beiden Großmächte im Laufe dieses Konfliktes Einfluss zu nehmen, während in der Lagune entsprechende politische Fraktionen ihre Tätigkeit entfalteten, die pro-byzantinisch oder pro-fränkisch agierten.
Während die Befürworter einer Fortsetzung der byzantinischen Herrschaft vor allem in Heracleia dominierten, der alten, auf dem Festland gelegenen Hauptstadt des Dukats, fand Kaiser Karl Unterstützung vor allem in Metamaucum, das sich am Rande der Lagune von Venedig befand. Dorthin hatte sich seit wenigen Jahrzehnten der Herrschaftskern verlagert. Während heftiger Auseinandersetzungen war es zur Ermordung des Patriarchen von Grado durch den Sohn und Mitdogen Mauritius (II.) auf Befehl seines Vaters Johannes im Jahr 802 gekommen. Entgegen deren Hoffnungen war damit der Konflikt jedoch keineswegs beendet, sondern dies führte im Gegenteil zum Sturz der Galbaii, die den ersten Versuch unternommen hatten, eine Dogendynastie zu etablieren.
Auch zwischen Heracleia und Equilium (später mit Jesolo identifiziert), am Nordrand der Lagune gelegen, kam es zu Konflikten. Die Gegner des Dogen Mauritius sowie seines Sohnes Johannes und seines Enkels Mauritius (II.), die allesamt mitregierten, sammelten ihre Kräfte in Treviso auf fränkischem Gebiet. Dort erhoben sie nach dem Sturz der drei Dogen den Tribunen Obelerius zu ihrem Führer. Dieser erhob, wie die Galbaii, Verwandte zu Mitregenten, allerdings nicht aus seiner Nachkommenschaft. Stattdessen ließ er seinen Bruder Beatus wählen, der wiederum, wenn auch vielleicht nur nach außen, gemäßigt byzanzfreundlich auftrat. Die beiden älteren Brüder zwangen Heracleia zur Unterwerfung, und ihre Oberhäupter wurden genauso als Geiseln zur dauerhaften Anwesenheit in Malamocco veranlasst, wie diejenigen von Iesolo. Patriarch Fortunatus nahm zwar seinen Sitz in Grado wieder ein, doch musste er, trotz ähnlicher politischer Interessen, wegen der Gegnerschaft der Dogenbrüder Monate warten, bevor er die Lagune betreten durfte.
Da die Lagune nun Teil der fränkischen Sphäre zu sein schien, tauchten Obelerius und Beatus Ende 805, ebenso wie der Patriarch, aber auch der Bischof von Zara als Repräsentant der Dalmatier, am Hof Karls des Großen in Diedenhofen auf. Über Valentinus erfahren wir hierbei nichts. Die Beziehungen zwischen Venedig und den Karolingern wurden nunmehr durch eine ordinatio de ducibus et populis tam Venetiae quam Dalmatiae geregelt, wie es in den Annales regni Francorum heißt. Die Einzelheiten sind allerdings nicht überliefert. Etwas verkürzend heißt es bei Stefan Weinfurter „Karl der Große besetzte die Gebiete [i. e. Dalmatien und Venetien] 805/806 … 808 war Byzanz wieder Herr der Lage.“
Tatsächlich schickte Nikephoros I., seit 802 Kaiser, eine Flotte in die nördliche Adria, die von dem Patrizier Niketas kommandiert wurde. Da den Franken keine Flotte zur Verfügung stand, brachte der griechische Flottenführer zunächst ohne Widerstand Dalmatien unter seine Kontrolle. Im Zusammenhang mit diesem Küstensaum behaupten spätere Chroniken, wie die besagte Cronica di Venexia detta di Enrico Dandolo, eine venezianische Flotte habe von Malamocco aus einen Angriff vorgetragen, um die dortigen Slawen zu bekämpfen, die zuvor Eraclea bis auf die Grundmauern („fino a le fundamente“) niedergebrannt hätten. Als die byzantinische Flotte, von Dalmatien kommend, am Laguneneingang erschien, floh Fortunatus, während sich Obelerius und Beatus unterwarfen. Obelerius erhielt sogar den Titel eines Spatharius (Schwertträger), womit er äußerlich (wieder?) dem byzantinischen Herrschaftsbereich unterstand. Niketas gelang es, ein Abkommen mit Pippin, dem König von Italien und Sohn Karls zu schließen. Die byzantinische Flotte kehrte im Sommer 807 nach Konstantinopel zurück, wobei Beatus mitsegelte. Er erhielt in der Hauptstadt den Titel eines Hypathus (Ipato), um dann nach Venedig zurückzukehren.
Das Abkommen zwischen Niketas und Pippin war jedoch angesichts eines fehlenden Vertrages zwischen den Imperien nicht von langer Dauer. Im Jahr 809 führte Paulus, Duca von Kephalonia, eine Flotte in venezianische Gewässer. Mit den Franken von Comacchio kam es zu Kämpfen, in deren Folge sich die dort gescheiterten Byzantiner um ein neues Abkommen bemühten. Die beiden älteren Dogenbrüder entschieden sich nicht eindeutig, so dass Pippin nach dem Abzug der Flotte des Paulus eine Invasion vorbereitete.
Die zeitlich nächste Quelle nach den fränkischen Reichsannalen verfasste Johannes Diaconus um das Jahr 1000, der jedoch ein höchst parteiisches Bild zeichnet. Aus dem Abstand von rund zwei Jahrhunderten hatte sich in Venedig bereits eine relativ feste Überlieferungsfassung etabliert. Die Schuld am Ausbruch des Konflikts rechnete sie ausschließlich Pippin zu, der das Dukat unter Bruch der Abmachungen attackierte. Er habe die küstennahen Zentren zügig erobern können. Dann sei er in die südliche Lagune eingedrungen, wo er bis Albiola nahe bei Pellestrina marschiert sei. Von dort habe er Malamocco bedroht, sei jedoch im Kampf unterlegen. Die Reichsannalen liefern hingegen eine ganz andere Fassung. Demnach sei ein Abkommen zwischen Konstantinopel und Pippin an den Machenschaften der beiden Dogen gescheitert. Valentinus hingegen spielt auch hier keine erkennbare Rolle. Erst daraufhin habe Pippin die Venezianer unterworfen. Am Ende zwang die griechische Flotte, die in der oberen Adria erschien, die Franken zum Abzug.
Am Ende war die pro-fränkische Partei in jedem Falle geschlagen. Obelerius und Beatus versuchten ihre prekäre Herrschaft zu sichern, indem sie sich auf die Seite der Sieger stellten. Obelerius wurde schließlich als Gefangener nach Konstantinopel verbracht, Beatus nach Zara, wo er im nächsten Jahr starb. Einige Historiker behaupten, Valentinus sei wegen seiner Jugend geschont worden, oder sogar, er habe für einige Zeit die Herrschaft übernommen.

## Rezeption

### Bis gegen Ende der Republik Venedig
Für das Venedig zur Zeit des Dogen Andrea Dandolo war die Deutung, die man der Herrschaft der drei Brüder beilegte, in mehrfacher Hinsicht von hoher symbolischer Bedeutung. Das Augenmerk der im 14. Jahrhundert längst fest etablierten politischen Führungsgremien, die auch die Geschichtsschreibung kontrollierten, galt der Entwicklung der Verfassung und den inneren Auseinandersetzungen zwischen den possessores, also der sich immer mehr abschließenden Gruppe der Besitzenden, die zugleich die politische Macht besetzten. Aber auch die Machtverschiebungen innerhalb der Adria und im östlichen Mittelmeerraum sowie in Italien bildeten einen zentralen Schwerpunkt. Da die Brüder für den Versuch standen, zwischen den Großmächten zu lavieren, erhielt ihre Herrschaft große Symbolkraft für das Scheitern der „Malamocco-Fraktion“, die Anlehnung an das Imperium Karls des Großen suchte. Dabei standen die Fragen nach der Souveränität zwischen den übermächtigen Kaiserreichen, des Rechts aus eigener Wurzel, der Abgrenzung gegenüber den militärisch oftmals weit überlegenen Festlandsmächten, allen voran gegenüber dem Römisch-deutschen Reich und dem Frankenreich, mithin der Herleitung und Legitimation ihres territorialen Anspruches, stets im Mittelpunkt. Auch die Erklärung für den Umzug des Dogensitzes von Malamocco nach Rialto erhielt damit eine zwingende Sicherheitslogik, denn Rialto war nach den Erfahrungen mit Pippin (und Niketas) sicherer – daher die Vorstellung, die Lagune oder das Meer sei die Schutzmauer Venedigs. Über die Absetzung der drei Dogenbrüder vermerkt Andrea Dandolo, Obelerius sei nach Konstantinopel, Beatus nach Iadra verbannt worden, Valentinus jedoch sei, „juvenilem habens etatem“, also wegen seiner Jugend, in Venedig geblieben. Wie bei den Galbaii, die eine Dynastiegründung versucht hatten, so verurteilte die staatlich kontrollierte Historiographie auch den Versuch der drei Brüder, eine solche Verfassungsänderung durchzusetzen.
Die älteste volkssprachliche Chronik, die Cronica di Venexia detta di Enrico Dandolo aus dem 14. Jahrhundert, stellt zwar ausführlich die Motive und Vorgänge auf einer weitgehend personalen Ebene dar, und stellt darüber hinaus Zusammenhänge her, die sich in der venezianischen Historiographie letztlich nicht durchgesetzt haben. Doch Valentinus spielt dabei, im Gegensatz zu seinen älteren Brüdern, keinerlei erkennbare Rolle.

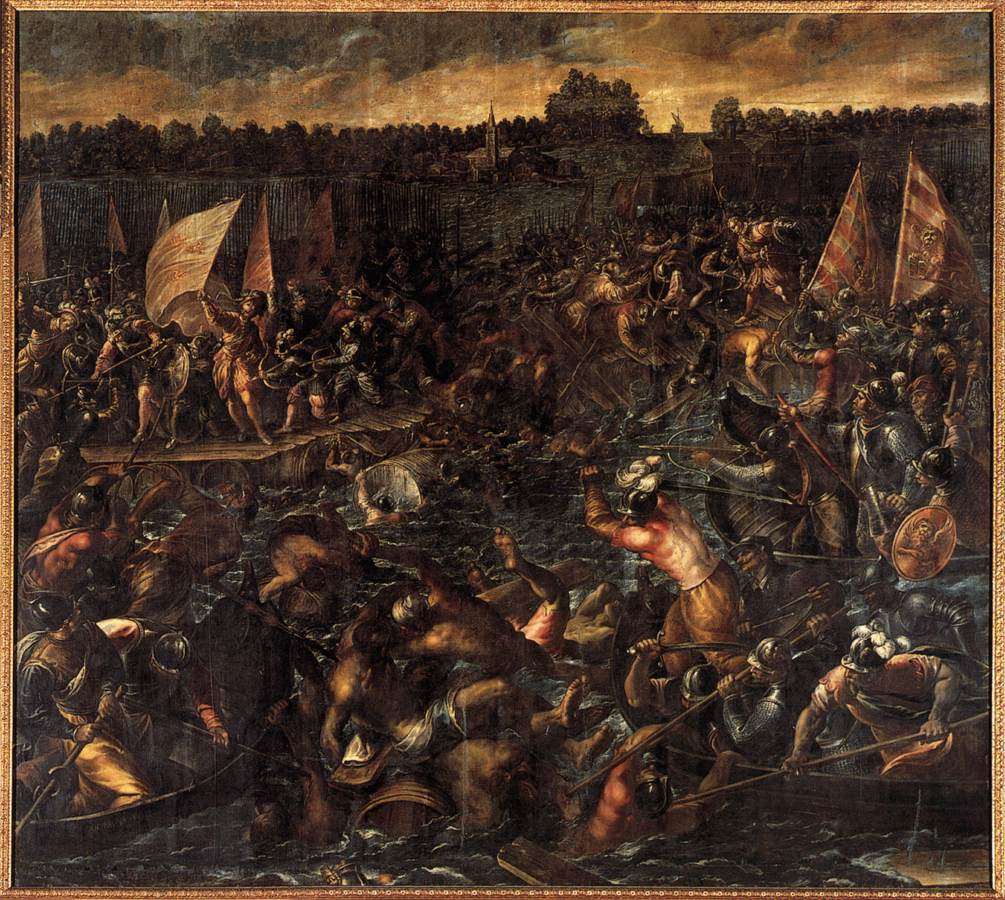
Historienmalerei zum Angriff Pippins auf Venedig (König Pippins Armee versucht Venedig zu erreichen), Öl auf Leinwand, Andrea Vicentino (ca. 1542–1618), entstanden Ende des 16. Jahrhunderts, Dogenpalast

Anders bei Pietro Marcello, der 1502 in seinem später ins Volgare unter dem Titel Vite de'prencipi di Vinegia übersetzten Werk die drei Brüder im Abschnitt „OBELERIO ANTENORIO. DOGE VIII.“ aufführt. Diese Einordnung als 8. Doge rührt daher, dass Marcello die drei Galbaii als einen einzigen Dogen zusammenfasst. Zugleich wurden die jüngeren Bruder nicht mehr als Dogen akzeptiert. Nach Marcello kam es zur folgenden militärischen Intervention Pippins, weil ihm dies von seinem Vater befohlen worden sei. Marcello, der Obelerius mit dem Familiennamen „Anafesto“ belegt, und damit mit dem gleichen Namen wie den ersten Dogen, berichtet, wie Beatus in Konstantinopel mit Ehren überhäuft wurde, aber auch, dass „Valentino“ in dieser Zeit durch das Volk neben den Dogen „per compagno“ erhoben wurde. Einige meinten, so Marcellus, dem gestürzten Obelerius sei sein jüngster Bruder Valentinus im Amt gefolgt. Offenbar war die Rollenverteilung zwischen den Brüdern noch nicht historiographisch fixiert.
Etwas ausführlicher berichtet die Chronik des Gian Giacomo Caroldo, fertiggestellt 1532. Caroldo, der sich nach eigener Aussage auf die Chronik des Andrea Dandolo stützt, meint, Obelerius sei von den „esuli Venetiani“, die sich in Treviso aufhielten, zum Dogen gewählt und vom Volk in Malamocco ‚ehrenvoll‘ und unter ‚großer Freude‘ empfangen worden (S. 51). Dieser erhob seinen Bruder Beatus zum Mitdogen („tolse Beato suo fratello consorte nel Ducato“). Bei Caroldo war es Fortunatus II., der den Frankenkaiser gegen die Venezianer aufbrachte, weil sie Byzanz unterstützten, das Dalmatien und Istrien vertragswidrig besetzt hielt, nicht Obelerius. Karl sagte ihm zu, eine geeignete Gelegenheit zur Rache abzuwarten. In dieser Zeit hatte der Franke die Langobarden mit den Franken vereint, so Caroldo, und er hatte ‚keine geringe Differenz‘ („non picciola differenza“) mit Nikephoros, dem Ostkaiser. Auch wurde Heraclea, der Geburtsort der vertriebenen Dogen, von den Venezianern zerstört. Später wurde Niketas vom Kaiser in die Adria geschickt, doch seien seine Kräfte unzureichend gewesen, so dass er die Venezianer um Hilfe habe ersuchen müssen, die sie ihm angeblich auch gewährt hätten. Obelerius erhielt den Titel eines „Spatario“ im Namen des Kaisers.‚Auf Anraten der Venezianer‘ („con il consiglio di Venetiani“) ging Beatus nach Konstantinopel – Caroldo liefert hierfür keine Erklärung. Beatus wurde mit der „dignità e titolo d’ypato“ ausgezeichnet und kehrte nach Venedig zurück. Danach wollten die beiden Brüder, dass auch ihr Bruder Valentino vom Volk zum „consorte nel Ducato“ gewählt würde. Nun griff Pippin auf Befehl seines Vaters im achten Jahr von dessen Kaiserherrschaft (das wäre 808/09) mit einem zahlreichen Heer Venedig an, um es zu ‚unterjochen‘ („subiugare“). Er hoffte, dass er die Venezianer durch Hunger zur „deditione“ zwingen könne. Doch diese bewarfen ihn „con le machine“ mit Brot und anderen Lebensmitteln, um zu zeigen, dass sie der Hunger nicht bezwingen könne. Die Venezianer konnten Malamocco nicht gegen die Franken verteidigen und sammelten sich daher auf Rialto. Auf Anraten einer „Vecchiarella“ aus Malamocco ließ Pippin eine Brücke aus Fässern („un porto sopra botte, incatenate di uimini[sic!] et altri legami“) bauen. Dagegen bereiteten die Venezianer im Verborgenen („nascosamente“) viele „barche“ vor, die bei hohem Wasserpegel die Feinde angriffen und „li uimini [sic!] et legami del ponte“ zerstörten. Von den Vielen die untergingen heiße der Kanal, in dem dies stattfand, immer noch „Canal Orfano“ (orfano = Waise). Pippin, der einsah, dass er Rialto nicht erobern konnte, ließ alle Orte auf dem „Lito“ bis Brondolo niederbrennen. Wie einige meinen, setzt Caroldo fort, überließ Pippin dem Niketas „la provincia di Venetia“. Ein „Ebarsapio Imperial Secretario“ verfügte, dass die Dogen abgesetzt würden, wobei Obelerius nach Konstantinopel und Beatus nach Zara gehen musste. Valentinus durfte „per la giovenil età sua“, wegen seiner Jugend also, in Venedig bleiben. Wieder sagten einige, so Caroldo, Obelerius sei, weil er mit einer edlen Fränkin verheiratet war, zu Karl gegangen, während die Venezianer ihn für unwürdig des Dogenamtes erklärten und ihn verbannten.
Für den Frankfurter Juristen Heinrich Kellner, der die venezianische Chronistik im deutschen Sprachraum bekannt machte, wobei er weitgehend Marcello folgte, ist in seiner 1574 erschienenen Chronica das ist Warhaffte eigentliche vnd kurtze Beschreibung, aller Hertzogen zu Venedig Leben, „Obelerius Antenorius der achte Hertzog“. Dieser sei auch „Anafestus“ genannt worden. Nach Kellner wurde Obelerius im Jahr 804 zum Dogen „gewehlet“, der wiederum „zum Gehülffen Beatum/seinen Bruder“ nahm. Beatus ging nach Konstantinopel, um „den Keyser Nicephorum zubesuchen“, wo er „hoch geehret und gezieret mit etlichen Reichs Wapen“ wurde. In seiner Abwesenheit, so Kellner, wurde in Venedig der jüngere Valentin dem Dogen „Obelerio von der Gemein zum Gesellen zugeordnet“ – womit Kellner zwischen „Gehülffen“ und „Gesellen“ unterscheidet. Der Autor meint, es seien „etliche“, „die sagen/daß Obelerius durch seinen Bruder Beatum deß Hertzogthumbs verjaget“ worden sei. Kaiser Karl, zu dem Obelerius geflohen sei, habe Obelerius „sein Tochter zum Weib geben/ denn er hatt dem König verheissen/das Vatterland zuverrahten.“ Karl habe daraufhin alles Gebiet bis Malamocco erobert. Da die Stadt leer war, „understund er sich mit kleinen Schifflein biß gen Rialto zu kommen / aber es kam ein sehr groß Ungewitter / dardurch er den größern theil seines Heers verlor / also / daß er ungeschaffter ding musst abziehn.“ Doch schränkt Kellner ein: „Wiewol ein theil wöllen/daß nicht Carolus/sondern sein Son Pipinus/diesen Zug gethan habe“. Auch habe Pippin die Venezianer ein zweites Mal angegriffen, da die Venezianer mit dem byzantinischen Kaiser im Bunde waren, obwohl vertraglich vereinbart worden war, dass sie im fränkisch-byzantinischen Konflikt neutral bleiben sollten. Besonders ausführlich schildert der Verfasser den Angriff Pippins. Nachdem Obelerius und Beatus gestürzt worden waren und „Valentin ir Bruder die Gemein regiert“, eröffnete Pippin den Krieg, indem er Malamocco, „Palestina“ und Chioggia einnahm. Dann griff er die Inseln nahe am Festland an, um die Versorgung abzuschneiden. Valentinus „und was zu Malamocco war“ zog mitsamt Kindern und Gütern nach Rialto. Pippin ließ – einige hätten behauptet, auf Anraten einer alten Frau – eine Brücke „von wol zusammen gehefften Fassen“ von Albiola nach Rialto bauen. Nun, eine Behauptung, die die gesamte Chronistik durchzieht, hätten sich die Venezianer entschlossen „entweder fürs Vatterland zu sterben / oder die Freyheit zuvertheidigen“. Sie griffen die Franken, die es nicht gewohnt waren, auf dem Wasser zu kämpfen an, die nicht mehr sicher stehen konnten, „weil die Brück so schucklet“. So kam ein Teil der Angreifer durch das Schwert ums Leben, ein anderer Teil sei „ersoffen“. Was das Ende der drei Dogen anbetrifft, so zeigt sich bei Kellner die ganze Unsicherheit der Überlieferung. So meint der Autor, Obelerius und Beatus seien mit Pippin abgezogen, der jedoch noch Venedig zu einem Friedensschluss besucht habe. Dabei habe er die Venezianer gebeten, die Dogen wieder aufzunehmen, worauf sie sich „gantz ungern“ einließen. Nach dem Abzug Pippins hätten sie „Obelerium in stück zerhauwen / unter denen etliche gewesen / die sein Hertz mit den Zänen zerrissen haben / und sagt man darzu/daß sein Weib/welche auß Franckreich bürtig gewesen / mit im umbbracht worden sey“. Und Kellner setzt fort: „Etliche andere sagen/daß/wie Obelerius gestorben sey/Beatus ein zeitlang das Hertzogthumb gehabt hab/und andere geben für/daß Valentin/welcher dann jünger war/die Gemein regiert hab. Dem sey aber wie im wölle/so hat aller drey Regierung nicht uber fünff jar gewehret.“
Francesco Sansovino (1512–1586) gab in seinem 1587 in Venedig erschienenen Werk Delle cose notabili della città di Venetia, Libri II gleichfalls den Familiennamen „Anafesta“ an. Nach Sansovino wurden durch eine Verschwörung (‚congiura‘), geführt von Obelerius und Fortunatus, dem Neffen des ermordeten Patriarchen von Grado, „die Dogen“ 804 zur Flucht gezwungen. Der Autor nimmt zwar auch einen zweiten Bruder namens Valentinus an, lässt jedoch Zweifel an seiner Historizität durchblicken (‚wie einige sagen‘). Da Obelerius sich auf die fränkische Seite geschlagen habe, seien die zwei oder drei Dogen verbannt worden. In der Ausgabe von 1606 wird die Anekdote von der hölzernen Fassbrücke ausführlich geschildert (S. 103 f.).
In der Übersetzung der Historia Veneta des Alessandro Maria Vianoli, die 1686 in Nürnberg unter dem Titel Der Venetianischen Hertzogen Leben / Regierung, und Absterben / Von dem Ersten Paulutio Anafesto an / biss auf den itzt-regierenden Marcum Antonium Justiniani erschien, hieß der Doge bereits „Obelerius Antenorius, der Neundte Hertzog“, wurde also auf den Trojaner zurückgeführt. Nach dieser Darstellung „erweckte dieser Fürst / mit seiner unbeständigen und sehr trotzigen Art und Natur / nichts als Krieg und Kriegs-Geschrey“ (S. 70). Dabei wurde der Streit zwischen Eraclea und Iesolo, der nur notdürftig beigelegt war, durch einen Grenzstreit um ein Gebiet „zwischen Livenza, und dem Graben Ruimondo genannt/gelegen“. Nach ihm zogen die Eracleaner schließlich nach Malamocco um, die Iesolaner nach Rialto. Dieser Streit wird vom Verfasser als eine mögliche Ursache für Pippins Intervention erörtert, ebenso wie der Verrat des vertriebenen Obelerius, der den Frankenkaiser für seine Sache zu gewinnen suchte, doch seien „die alten Scribenten unterschiedener Meynung“ (S. 75). Die Venezianer entschlossen sich schließlich, dem Ostkaiser treu zu bleiben, so dass Pippin seine Invasion vorbereitete. Dazu zog er in Ravenna eine Flotte zusammen. Bei Brondolo sei diese eingedrungen, worauf „Chiozza, Palestina und Albiola“ fielen, die Bevölkerung Malamoccos nach Rialto floh. Eine Gesandtschaft lehnte die Unterwerfung ab, woraufhin Pippin mit völliger Vernichtung drohte. Nun erst entschlossen sich die Venezianer zum Widerstand, griffen die Flotte an und hielten sie so lange hin, bis sie bei Ebbe auf Grund lief. Der Schlachtenort, der Canal Orfano, habe seinen Namen nach den zahlreichen Witwen und Waisen erhalten, die diejenigen hinterließen, die in großer Zahl in der Schlacht zu Tode gekommen waren (S. 81 f.).
1687 schrieb Jacob von Sandrart in seinem Werk Kurtze und vermehrte Beschreibung Von Dem Ursprung / Aufnehmen / Gebiete / und Regierung der Weltberühmten Republick Venedig auch über „Obelerius, einer von den Zunfftmeistern/die sich wider jenen verbunden/welcher zween seiner Brüder Beatum und Valentinum,neben sich in die Regierung aufnahm“. Für von Sandrart hatte die Vertreibung der Vorgänger zur Folge, dass die Nicetas-Flotte vor Venedig erschien, woraufhin Beatus nach Konstantinopel reiste, „umb die Sache beyzulegen“. Nach dem Autor verbündeten sich Kaiser Nikephoros und Pippin sogar miteinander, und dennoch griff Pippin, nunmehr König von Italien, Venedig an, „aus Vorwand/die Hertzoge wären den Griechen geneigter als den Francken“. Als nun Beatus aus Konstantinopel zurückkehrte, entmachtete er seine Brüder. Der Aufstieg Venedigs begann mit dem Tod Pippins, denn es wurde ein „Verbündnuß aufgerichtet/daß die Venediger sollten freye Leute sein/ und freyen Handel in gantz Orient haben; solcher gestalt bekam die Republicq Venedig gleichsam ein gantz neues Ansehen [...] daß also die Stadt zu ihrer rechten Grösse gerieth.“

### Historisch-kritische Darstellungen
Johann Friedrich LeBret berichtet 1769 in seiner Staatsgeschichte der Republik Venedig, genauer in seinem Fünften Kapitel, vom „Krieg mit dem Könige Pipin, von dem Dogen Obelerius und seinem Bruder Beatus“ (S. 124). Obelerius kam laut LeBret erst nach Venedig, nachdem er von der Flucht der Dogen erfahren hatte, um dort vom Volk selbst zum Dogen erhoben zu werden. Danach akzeptierte das Volk auch bereitwillig seine beiden Brüder im Amt des Dogen. Auch gelang es bei Erscheinen der byzantinischen Flotte, den Patriarchen Fortunatus wieder ins Frankenreich zu vertreiben, der seinen vom Volk gewählten Nachfolger namens Johannes gefangengesetzt hatte, um seinen eigenen Kandidaten „Christoph“ als Bischof von Olivolo durchzusetzen, dem heutigen Castello. Johannes konnte fliehen, gewann Obelerius für seine Sache, und wurde als Patriarch eingesetzt (S. 125). Auf der fränkischen Seite standen nun nur noch Christoph und der Tribun Felix. Obelerius und Beatus reisten an Karls Hof nach Diedenhofen, um dort die Anerkennung ihrer Neutralität zu erreichen, denn Venedig gehöre seit jeher dem Ostreich an. Als die byzantinische Flotte in der Lagune erschien, erklärten sich die Dogen jedoch offen für den Ostkaiser. „Nicetas“ und Pipin verständigten sich auf eine Waffenruhe bis August, während Beatus die fränkischen Anhänger Christoph und Felix nach Konstantinopel mitnahm. 807 kehrte er mit dem Titel eines Hypatus (Senator) aus der Hauptstadt zurück. „Der Stolz dieser beyden Brüder trieb sie dazu an, daß sie sich auch den dritten Bruder im Regiment zugeselleten“ (S. 127), begründet LeBret die Erhebung Valentins zum Mitdogen, die demnach durch die beiden älteren Brüder gemeinsam erfolgte. Pippin begann aus Rache seinen Eroberungszug mit der Plünderung Eracleas, es folgte Iesolo, dann folgte ein Angriff von Süden über Brondolo, Chioggia, Pelestrina und Albiola. Angesichts dieser Situation nimmt der Verfasser an, die Brüder hätten sich zerstritten, Obelerius habe womöglich heimlich mit dem Franken paktiert. Schon 809 aber attackierte die Flotte des Paulus von Kephalonia die Stadt Comacchio, wurde allerdings durch die damalige gut befestigte Inselstadt zurückgeschlagen; und auch in Venedig wehrten sich die beiden Dogen gegen seine Verhandlungen mit Pippin, so dass er sich „aus Zorn über ihren Trotz nach Hause begab“ (S. 130). Als Pippin Venedig erneut angriff, sahen sich die Dogen veranlasst, einen Friedensschluss anzustreben. Die von LeBret ins Spiel gebrachte Frage, ob sie die Lagune noch nicht als ausreichend abgesichert betrachteten, oder ob sie um ihre Ländereien auf dem Festland fürchteten, lässt er offen. Arsaphios, der hinzugezogene Gesandte des Ostkaisers, traf Pippin nicht mehr lebend an. Verhandlungen mit Karl führten schließlich zum Frieden. In Venedig berief der byzantinische Gesandte die Volksversammlung ein. Die drei Brüder wurden abgesetzt, wobei Obelerius zu den Franken ging, Beatus nach Zara, Valentinus jedoch in Venedig bleiben durfte, da er den geringsten Anteil am Unglück hatte, das das „Triumvirat“ verursacht hatte.
Den Anteil des Valentinus an den undurchsichtigen Intrigen der drei Dogenbrüder sah Johann Heinrich Zedlers Grosses vollständiges Universal-Lexicon Aller Wissenschafften und Künste, Welche bishero durch menschlichen Verstand und Witz verbessert worden im 1745 erschienenen 46. Band ganz anders. Dort heißt es im Artikel Valentinus: „Er nahm mit noch einem andern vertriebenen Hertzoge Obelerius seine Zuflucht nach Frankreich, und die beyde reitzten den König in Italien Pipinus, sich der Venetianer Inseln zu bemächtigen“. Hier also war Valentinus genauso ein Verräter, wie sein Bruder Obelerius. Und auch die Rollen der beiden anderen Brüder stellte das Lexikon völlig anders dar. In Band 25 stammte Obelerius aus Triest, verband sich mit Fortunatus – der hier zu Obelerios Bruder wird – zur gemeinsamen Rache an den Galbaii für den Mord an ihrem Vetter und Patriarchen Johannes. Obelerio ließ demnach die Heimat des gestürzten Galbaio-Dogen Eraclea „von Grund aus zerstören“ und nahm seine Brüder „zu Collegen in der Regierung an“. Bald „half“ Beatus, als er erkannte, dass Obelerio wegen des Bündnisses mit Karl dem Großen verhasst war, „dazu“, dass sein Bruder „die Flucht ergreiffen, und ihm allein die Regierung überlassen muste“. „Obolerius“ nahm Zuflucht beim Kaiser, heiratete eine von dessen Töchtern, und Pippin zog schließlich gegen Venedig. Demnach sei Obelerius nicht wieder als Doge ins Amt zurückgekehrt, sondern sei „von dem Pöbel im Jahr 823 jämmerlich […] hingerichtet worden“, weil er wieder nach der Herrschaft gestrebt habe; möglicherweise sei er aber auch vom Enkel des zu dieser Zeit herrschenden Dogen umgebracht worden. Beatus starb nach dieser Auffassung 809 als letzter in Malamocco residierender Doge.

Titelblatt von August Daniel von Binzers Venedig im Jahre 1844

In populären Darstellungen wurde der zentrale Aspekt der Dynastiebildung immer wieder betont und als Verfehlung gedeutet, die beinahe zwangsläufig zum Umsturz führen musste. Dies erwiesen demzufolge die Galbaii, aber auch die drei Brüder Obelerio, Beato und Valentino. Lapidar meint August Daniel von Binzer 1845: „Obelario nahm zwei seiner Brüder zu Mitregenten; aber alle drei wurden verbannt“.
Samuele Romanin räumte den drei Brüdern 1853 viel Raum in seinem zehnbändigen Opus  Storia documentata di Venezia ein, wobei die Einordnung des Obelerius als 9. Doge nun allgemein akzeptiert war, während Beatus nicht mehr zu den Dogen zählte. Dieser wurde von der byzantinischen Flotte unter Niketas nach Konstantinopel mitgeführt, wo er einen Ehrentitel erhielt. Nach seiner Rückkehr wurde Valentinus zum Mitdogen erhoben werden, da das Volk einigen Chroniken zufolge, wie Romanin schreibt, so angetan von dem, was Beatus erreicht hatte gewesen sei (S. 142). Valentinus wurde nach Romanin, da er ‚unschädlich‘ war, entmachtet, oder wie es Romanin formuliert: „come uomo innocuo, tornò alla condizione privata“ (S. 150).
August Friedrich Gfrörer († 1861) glaubte in seiner 1872 posthum erschienenen Geschichte Venedigs von seiner Gründung bis zum Jahre 1084, dass angesichts der Ehepläne zwischen den Kaiserreichen „See-Venetien gleichsam Erstling der Aussteuer gewesen“ wäre. Doch diese Heiratspläne scheiterten, da Kaiserin Irene 802 gestürzt wurde. Ihr Nachfolger ließ seine Gesandten am Hof Karls Friedensfühler ausstrecken, weshalb die Vorgänger des Obelerio keinerlei Anstalten machten, Hilfe in Konstantinopel zu suchen. Gfrörer nimmt an, Obelerio habe Malamocco als „Feuerheerd und Mittelpunkt der byzantinischen Partei“ zerstören lassen. Auch den Angriff auf das byzantinische Dalmatien führte nach Gfrörer der Doge in Karls Auftrag, nach ihm war es sogar eine der Bedingungen, unter denen der Doge den „herzoglichen Stuhl“ erhalten hatte. Auf Verlangen des Volkes – so Gfrörer – wurde dem Dogen sein Bruder Beatus zur Seite gestellt – „Die Maßregel wird daher durch die Griechisch-Gesinnten, jedenfalls durch Feinde fränkischer Oberherrschaft über Venetien, erzwungen worden sein“ (S. 105). Diese setzten auch den dritten Dogen durch, um Obelerius und Beatus in Schach zu halten. Dem Angriff Pippins, der in den fränkischen Quellen als bemäntelte Niederlage bloß genannt wird, und der dort mit dem Tod Pippins endet, dürfte, so Gfrörer, eine Niederlage in Dalmatien vorangegangen sein. Die endgültige Niederlage der Truppen Pippins gegen die Venezianer unter dem neuen Dogen Agnellus erwähnen dementsprechend nur die venezianischen Quellen.
Auch Emmanuele Antonio Cicogna äußert 1867 im ersten Band seiner Storia dei Dogi di Venezia die Ansicht, erst Obelerio habe die Franken dazu veranlasst, ihre Machtsphäre auf Venedig auszuweiten. Dementsprechend war es auch nicht der Doge, der die Flotte gegen Pippin führte, sondern ein „Vittore d'Eraclea“. Nach Cicogna mussten die Venezianer dem Franken nach Kriegsende einen hohen jährlichen Tribut versprechen. Doch nach dem Abzug hätten sie die Summe angeblich reduziert. Dass nach dem Sturz und der Verbannung des Dogen und Verräters („traditori“) Obelerio und seines Bruders Beato ihr jüngerer Bruder Valentino bleiben durfte, hatte letzterer nach Cicogna nur seiner Jugend zu verdanken – wie bereits Andrea Dandolo gemutmaßt hatte. Dies sei in dem Jahr, in dem Pippin in Mailand starb, nämlich 810 geschehen.
Als völlig unkritisch gegenüber der widersprüchlichen „venezianischen Tradition“, wie die staatlich kontrollierte Überlieferung der Geschichte einschließlich der wuchernden Ergänzungen oftmals bezeichnet wird, erweist sich das Werk von Edgcumbe Staley The Dogaressas of Venice (The Wives of the Doges), das 1910 in London erschien. Darin wird einfach alles aufgeführt, was in irgendeiner Quelle erscheint. Staley behauptet, Beato habe gegen seinen Bruder intrigiert und beim byzantinischen Kaiser versucht, die Ehe mit einer Prinzessin namens Cassandra zu erwirken, um Obelerio und Carola zu verdrängen. Carola habe nun ihrerseits den attraktiven Valentino, den jüngsten der drei Dogenbrüder, mit der Prinzessin zusammengebracht. Doch habe sie sich nun selbst gleichfalls in den jüngsten der drei Brüder verliebt. Als nun eine byzantinische Flotte vor Venedig aufgetaucht sei, habe Obelerio darin eine Stütze seines Bruders Beato gesehen, so dass er um Hilfe bei den Franken ersuchte. Dies hätten die Byzantiner wiederum als feindlichen Akt angesehen, so dass sie mehrere Hafenstädte zerstört haben sollen. Die beiden Brüder mit ihren Frauen Carola und Cassandra seien daraufhin gefangen genommen und nach Konstantinopel verbracht worden, wo alle vier gestorben seien.
Heinrich Kretschmayr glaubte, „beide Duces“ – nach ihm war Beatus von seinem Bruder zum „mitregierenden Dux“ ernannt worden – hätten sich bereits 805 „zu strikter Unterwerfung unter das Frankenreich“ entschlossen. Kretschmayr nennt einen weiteren Indikator für diese Entwicklung, denn „im Reichsteilungsgesetze vom 6. Februar 806 wurden Venetien, Istrien und Dalmatien dem Anteile König Pippins zugewiesen“ (S. 56). Byzanz hat jedoch 807 den ältesten der Brüder „durch Verleihung des kaiserlichen Spathariustitels geködert, den Beatus waren die Griechen schlau genug, als Geisel mitzunehmen“ (S. 56). „Noch vorher [i. e. Herbst 807, dem Zeitpunkt der Waffenruhe zwischen Niketas und Pippin] kehrte Beatus, in Konstantinopel in griechischem Interesse abgerichtet und zum Hypatos ernannt, nach Venetien zurück, und beide Duces nahmen nun auch den dritten Bruder, Valentin, zum Mitregenten an“ (S. 57). Bei Kretschmayr wurde Valentinus also erst Ende 807 zum Mitdogen erhoben, und zwar durch seine Brüder. Pippin, bis August 808 an seine Abmachung mit Byzanz gebunden, versuchte nunmehr den bekannten militärischen Gegenschlag. Nach Kretschmayr änderte sich währenddessen erneut die Haltung der beiden Dogenbrüder: „Doch wohl im Glauben, im Streite der zwei Großmächte den freudvollen Dritten abgeben und an den Grenzen griechisch-germanischer Machtsphäre ein unabhängiges Staatswesen aufrichten zu können […] hintertrieben sie die Verhandlungen“. Doch Pippin unterwarf die Inseln innerhalb eines halben Jahres weitgehend, um „den Venezianern den Abfall von 807 und die böswilligen Quertreibereien von 809 heimzuzahlen“. Die Dogen wurden Pippins Gefangene. Am Ende scheiterte der Franke nur am Widerstand Rialtos (S. 57 f.). Valentinus spielt bei Kretschmayr keine nennenswerte Rolle.
In seiner History of Venice betont John Julius Norwich 1977, dass es nach dem Sturz der Galbaii zu Kämpfen innerhalb der Lagune kam. Doch nun erschien Fortunatus, „fresh from the court of Charlemagne with an offer“. Sein ‚Angebot‘ bestand, neben der Wiedereinsetzung seiner Person, in der Anerkennung fränkischer Souveränität über die Lagune. Im Gegenzug blieben ausdrücklich nur Obelerio und Beato unter fränkischem Schutz sicher im Amt. Diese leisteten zu Weihnachten 805 dem Kaiser in Aachen angeblich das Homagium. Norwich erwähnt Valentinus erst, als die beiden älteren Brüder „played their last card“, indem sie Karls Sohn Pippin dazu aufforderten, die Lagunenstädte zu besetzen. Da er die drei Dogen als pro-fränkisch eingeordnet hatte, musste die Abwehr Pippins durch die Venezianer darauf zurückzuführen sein, dass diese die drei Dogen als „traitors“, als ‚Verräter‘ betrachteten, ohne ihr Einverständnis handelten, und sie zu stürzen bereit waren. Für Norwich wurde Pippin „defeated by a united people“, dem es zum ersten Mal gelang, seine Freiheit zu verteidigen, auch wenn „it has been fashionable in recent years, to accuse the Venetians of having exaggerated the importance of their victory“ (S. 22). Nach Norwich siegten die Venezianer unter der Führung von „Agnello Partecipazio“. Die Venezianer durchschauten die von den drei Brüdern versuchte Kehrtwende – sie hätten gleichfalls Pippin bekämpft – und wählten Agnello an ihrer Stelle zum Dogen (S. 23). Dessen Wohnhaus am Campiello della Cason (bei San Canzian) auf Rialto, das keiner der kämpfenden Parteien der Vergangenheit angehört hatte, sei gewissermaßen der erste Dogenpalast an einem endlich neutralen Ort gewesen.